# Margarida de Espanha
Margarida de Bourbon, Duquesa de Sória (Roma, 6 de março de 1939), é uma Infanta da Espanha, filha mais nova de João, Conde de Barcelona e de sua esposa, a princesa Maria das Mercedes de Bourbon. É irmã do rei emérito Juan Carlos I da Espanha e tia de Felipe VI, atual rei da Espanha.
Margarida é cega desde o nascimento e além do irmão Juan Carlos, tinha uma irmã mais velha: a infanta Pilar de Espanha, falecida em janeiro de 2020; e um irmão mais novo: o infante Afonso, morto na infância.

## Biografia
Margarida nasceu no Hospital Anglo-Americano de Roma, onde os pais viviam, já em exílio. Ela nasceu cega.
Com os pais e irmãos morou também em Estoril, Portugal, até seu casamento. Passou a viver em Madrid quando o irmão Juan Carlos foi proclamado Rei, em 1975.
Segundo o El País, tem um caráter "marcante", tendo uma vez, ao ser enviada para representar a casa real numa exposição, dito: "o que querem que eu diga ou faça. Não sabem que não vejo? Que me mandem fazer outra coisa, da qual que possa participar de verdade".
Em privado, é chamada pelos familiares e amigos de Margot.

### Casamento e descendência
Casou-se com o plebeu Juan Carlos Emilio Zurita e Delgado, um médico nascido em 1943, em 12 de outubro de 1972.
Ela e o marido têm dois filhos:
- Alfonso Juan Carlos Zurita y de Borbón (1973).[4]
- María Emilia Sofia Carmen Zurita y de Borbón (1975). María tem um filho, Carlos, concebido através de inseminação artificial.[5]

Dona Margarida renunciou ao seu direito de sucessão devido ao casamento, mas a sua renúncia teve lugar antes da aprovação da constituição espanhola de 1978 e não foi ratificada pelas Cortes.

### Problemas de saúde
Nascida cega, segundo a Bekia, a sua deficiência nunca a impediu de levar uma vida o mais normal possível. Locomove-se com o uso de uma cadeira de rodas há vários anos e em 2016 foi operada à bacia, ficando internada por dois meses. "A saúde da infanta Margarida é delicada", escreveu a Bekia.

### Falecimento do irmão menor
Segundo a Bekia, "a grande tragédia da sua vida teve lugar na Quinta-Feira Santa de 1956, quando seu irmão menor, o infante Alfonso, a quem era muito ligada, morreu após ser atingido pelo irmão maior, Juan Carlos, com um tiro acidental".

## Funções oficiais, títulos e condecorações
Tendo renunciado aos seus direitos de sucessão, não tem funções oficiais, apesar de ter, antes de precisar de uma cadeira de rodas, representado o Rei e participado em eventos importantes para a Família Real, como do anúncio do noivado do seu sobrinho, o rei  Felipe com Letícia Ortiz.

### Títulos e condecorações

Timbre real de Margarida

Em 6 de janeiro de 1979, o primo da infanta, Manfredo de Bourbon, 1.º Duque de Hernani, faleceu e a infanta assumiu o titulo,  já que Manfredo a havia designado herdeira por não ter filhos. O rei atendeu o pedido e, em 27 de maio de 1981, tornou-se a 2.ª Duquesa de Hernani. Após um processo judicial inciado por um sobrinho de Manfredo, que demandava o título, o Tribunal Supremo deu ganho de causa a Margarida em fevereiro de 1999.
Em 23 de junho de 1981 foi-lhe concedido, também, o título vitalício de Duquesa de Sória, pelo seu irmão, o rei Juan Carlos. Este título não será herdado pelo seu filho, mas sim o de Duque de Hernani.  
A 13 de outubro de 1988 recebeu a grã-cruz da Ordem do Infante D. Henrique de Portugal.
Como qualquer criança nascida filha de um Rei ou Príncipe Herdeiro da Espanha, Margarida recebeu o título de Infanta ao nascer, o qual manteve, por lei, mesmo após abdicar dos seus direitos e deveres oficiais.

## Interesses pessoais

### Filantropia
Em 1989, juntamente com o seu marido, criou a  Fundación Cultural Duques de Soria . No site oficial, o principal objetivo da fundação é descrito como: "colaborar com o hispanismo internacional e com o estudo e a difusão da cultura espanhola em sentido amplo, em especial no que se refere à língua".
Em 2009, ao se completarem 20 anos de lançamento da fundação, os então ainda príncipes das Astúrias, Felipe e Letícia, participaram no evento comemorativo.

### Outros interesses
Ela é presidente honorária, em Madrid, da delegação da UNICEF, da Fundação Espanhola do Coração, da Fundação ONCE e da Federação Espanhola da Hemofilia.
Toca piano e fala cinco línguas. Também tem interesse por música, inclusive rock, às vezes acompanhando os membros da família real a eventos musicais. "A sua grande paixão é a música e toca com mestria o piano", escreveu o El País em março de 2019.
Apesar dos seus problemas de saúde, Margarida sempre participou nas atividades familiares, como as comemorações de aniversário, em 2008 e 2018, do seu irmão, o rei Juan Carlos.
Em março de 2019, quando completava 80 anos de idade, deixou-se fotografar com a família em frente a um restaurante.

## Títulos
- Infanta da Espanha (02 de março de 1939 - )
- Duquesa de Hernani (6 de janeiro de 1979 - )
- Duquesa de Sória (23 de junho de 1981 - )
- Grã-cruz da Ordem do Infante D. Henrique de Portugal